# Cassiculus melanicterus
El cacique mexicano (Cassiculus melanicterus), también conocido como arrendajo de alas amarillas, es una especie de ave paseriforme de la familia Icteridae propia de la costa occidental de México y Guatemala. No tiene subespecies reconocidas.

## Distribución y hábitat
Es nativo de las regiones costeras del oeste de México y Guatemala. Su hábitat natural se compone de bosque subtropical y tropical, y matorrales.